# Gagaifo o le Vao
Gagaifo o le Vao (auch: Gagaifoolevao) ist eine Siedlung im politischen Bezirk (itūmālō) Aʻana des Inselstaats Samoa auf der Insel Upolu.

## Geographie
Er liegt an der Südküste der Insel zwischen den Siedlungen Savaia und Matautu.
Die Siedlung erstreckt sich von der Küste bis zur Hauptverkehrsstraße der Insel etwa 1,5 km nach Norden.
Im Ort gibt es die beiden Kirchen The Church of Jesus Christ of Latter-day Saints und CCCS Gagaifo Uta an der Main South Coast Road.